# Medinilla capillipes
Medinilla capillipes är en tvåhjärtbladig växtart som beskrevs av Regalado. Medinilla capillipes ingår i släktet Medinilla och familjen Melastomataceae. Inga underarter finns listade i Catalogue of Life.